# 丁酸钠
丁酸钠是一种化合物，化学式为C3H7COONa。它可由丁酸和氢氧化钠反应制得。它和氯化苄在聚乙二醇中加热反应，可以得到丁酸苄酯。它可被溴代叔己基硼烷二甲硫醚（ThxBHBr-SMe2）或9-硼二环[3.3.1]壬烷（9-BBN）还原为丁醛。